# Die Dollarprinzessin (Operette)

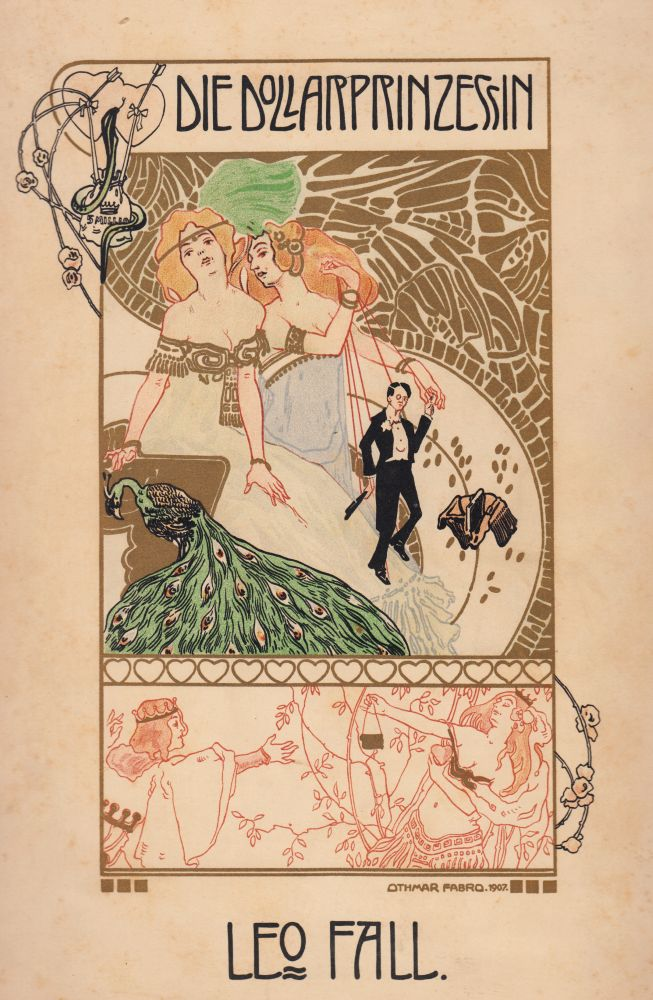
Die Dollarprinzessin, Titelblatt von 1907

Die Dollarprinzessin ist eine Operette in drei Akten des Komponisten Leo Fall. Das Libretto wurde vom Autorengespann Alfred Maria Willner und Fritz Grünbaum verfasst; als Vorlage diente ihnen ein angebliches Lustspiel „Die Dollarprinzessinnen“ von Emmerich von Gatti Edler von Campofiore (1869–1924) und Thilo Friedrich Wilhelm von Trotha (1851–1905), die jedoch niemals gemeinsam geschrieben hatten, so dass wohl andere Vorlagen verwendet wurden.
Die Dollarprinzessin gehört zur Silbernen Operettenära und erlebte ihre Uraufführung am 2. November 1907 am Theater an der Wien in Wien. Die Erstaufführung des Stückes in Dresden erfolgte am 1. Januar 1908 in Anwesenheit des Komponisten im Central-Theater, wobei in den Händen des Kapellmeisters Georg Pittrich die musikalische Leitung lag.

## Handlung
Erster Akt – Elegantes Geschäftszimmer in der New Yorker Luxusvilla John Couders
Der amerikanische Multimillionär John Couder bewundert die europäischen Adelshäuser. Vor ein paar Jahren ließ er sich von seiner Frau scheiden und beabsichtigt nun, wieder zu heiraten. Aber diesmal soll es eine Europäerin sein, die zumindest mit dem Titel „Gräfin“ aufwarten kann. Er hat deshalb seinen Bruder Tom und seinen Neffen Dick auf eine Reise zum alten Kontinent geschickt. Die beiden sollen dort ihre Fühler ausstrecken und eine zu ihm passende adlige Dame suchen.
Freiherr Hans von Schlick hat in Deutschland durch ungeschicktes Handeln sein Vermögen verloren und ist nach Amerika ausgewandert. Jetzt dient er John Couder als Stallbursche. Nebenher gibt er Daisy, der Nichte seines Chefs, Reitunterricht. Bei dieser Gelegenheit hat er sich in seine Schülerin verliebt. Sie hingegen betrachtet das Verhältnis zu ihrem Lehrer vorerst als rein von platonischer Art.
Auf Anraten seines Freundes Hans spricht Fredy, ebenfalls aus altem europäischen Adel stammend, bei Couder vor und bewirbt sich um die freie Stelle als Privatsekretär von dessen Tochter. Bald beginnt es zwischen ihr und Fredy zu knistern.
Tom und Dick kehren aus Europa zurück und haben eine Dame im Schlepptau, eine russische Gräfin, wie sie vermuten. In Wirklichkeit aber ist sie eine Tingeltangeltänzerin und sowohl Hans als auch Fredy aus früherer Zeit bestens unter dem Namen Olga bekannt. Sie signalisieren ihr aber gleich, dass sie dieses Geheimnis nicht ausplaudern werden. Gegenüber Couder versprüht Olga ihren gesamten Charme und merkt bald, dass er ihr verfallen ist.
Zweiter Akt – Wintergarten in John Couders Luxusvilla
Alice hegt zwar Gefühle für ihren Sekretär, zeigt sie ihm aber nicht. Sie lebt – und dabei ist sie ihrem Vater sehr ähnlich – nach der Devise, mit Geld könne man alles kaufen. Deshalb erwartet sie von Fredy, dass er ihr zu Kreuze krieche und sie winselnd bitte, seine Frau zu werden. Schließlich sei sie es, die die größte Mitgift in die Ehe einbringe. Fredy merkt, auf was Alice hinauswill, jedoch verbietet ihm sein Stolz, ihr so weit entgegenzukommen.
Couder hat sich entschlossen, Olga zu heiraten. Am liebsten sähe er es aber, wenn er und seine Tochter eine Doppelhochzeit feiern könnten. Doch zunächst einmal soll heute Verlobung sein. Dazu hat Couder zahlreiche Gäste in seine Villa geladen. Nachdem der Hausherr seine Verlobung mit Olga verkündet hat, erklärt seine Tochter rein geschäftsmäßig, sie habe sich entschlossen, mit Fredy eine Verbindung einzugehen. Obwohl ihm Couder eine lukrative Mitgift in Aussicht stellt, bleibt dieser standhaft und sagt „Nein!“ Die reiche Gesellschaft empfindet dies als Eklat. Fredy kündigt auf der Stelle bei den Couders und verlässt New York.
Und noch zwei weitere Personen haben den Dunstkreis Couders verlassen: Weil er sich gegen eine Ehe seiner Nichte Daisy mit dem Stallmeister Hans von Schlick ausgesprochen hatte, haben die beiden heimlich geheiratet und sind nicht mehr in die Villa zurückgekehrt.
Dritter Akt – Landhaus in Kanada
Fredy Wehrburg ist nach Kanada ausgewandert. Seine Ersparnisse ermöglichten ihm, dort eine total heruntergewirtschaftete Firma günstig zu erwerben. Mit viel Geschick und Cleverness hat er es geschafft, das Unternehmen wieder flott zu machen. Heute leitet er einen florierenden Betrieb.
Seit Fredys Wegzug aus New York ist ein Jahr vergangen. Obwohl er von der Dollarprinzessin nicht gerade wie ein Liebhaber behandelt worden war, schweben seine Gedanken immer wieder zu ihr hin. Gerne würde er sie wieder einmal sehen, um festzustellen, ob das Trennungsjahr sie zum Guten geändert hat. Also versucht er, mit seinem früheren Brotherrn in geschäftlichen Kontakt zu treten. Sein Plan geht auf: Couder kündigt seinen Besuch bei ihm an und trifft auch bald mit Gattin Olga und Tochter Alice bei ihm ein. Weil Fredy auch gerade das Ehepaar Daisy und Hans von Schlick als Gäste beherbergt, gibt es ein großes Wiedersehen. Couder hat seiner Nichte längst verziehen, dass sie entgegen seinem Rat seinen früheren Stallburschen geheiratet hat. Viel mehr plagt ihn jetzt die Sorge, wie er seine russische „Gräfin“ wieder loswerden kann; denn die Ehe hält nicht, was er sich von ihr versprochen hatte. Fredy fungiert als Unterhändler und erreicht, dass sich Olga gegen eine stattliche Summe Geldes bereit erklärt, in die Scheidung einzuwilligen. Auch für sie ist das Leben mit Couder zu keinem Leckerbissen geworden. Sie sehnt sich nach ihrem Tingeltangeldasein in Europa zurück.
Fredy stellt fest, dass Alice in dem einen Jahr tatsächlich reifer geworden ist und sich gebessert hat. So steht dem Happy End, nämlich deren beider Verlobung, nichts mehr im Wege.

## Musik
Orchester
Zwei Flöten, zwei Oboen, zwei Klarinetten, zwei Fagotte, vier Hörner, zwei Trompeten, drei Posaunen, eine Harfe, ein Schlagzeug, eine kleine Trommel, zwei Pauken und Streicher.
Musikalische Höhepunkte
- Ein echtes Selfmade-Mädel von echter Yankeerass‘
- Wir tanzen Ringelreihen
- Will meine Schülerin geruh’n (Reit-Duett)
- Will sie dann lieben treu und heiß
- Das sind die Dollarprinzessen, die ärmsten Schönen der Welt!
- An der Wolga grauen Fluten einstens meine Wiege stand

## Tonträger
- Großer Querschnitt (CD) bei Philips mit Gabriele Jacoby, Horst Niendorf, Regina Lemnitz, Gerhart Lippert, Tatjana Iwanow und dem Symphonieorchester Graunke unter der Leitung von Bert Grund
- Gesamtaufnahme (CD) bei CPO mit Christiane Libor, Magdalena Hinterdobler, Angela Mehling, Thomas Mohr, Ferdinand von Bothmer, Ralf Simon und dem Münchner Rundfunkorchester unter der Leitung von Ulf Schirmer

## Verfilmungen
- 1908 unter dem Titel Die Dollar-Prinzessin und Produktion wie Regie von Alfred Duskes mit Ludwig Herold, Grete Holm, Arnold Rieck und Helene Winter
- 1927 unter dem Titel Die Dollarprinzessin und ihre sechs Freier und der Regie von Felix Basch mit Liane Haid, Georg Alexander und Hans Albers
- 1962 unter dem Titel Dollarprinsessen als Fernsehfilm für das norwegische Fernsehen NRK unter der Regie von Erik Diesen
- 1971 als ZDF-Verfilmung unter der Regie von Klaus Überall mit adaptierter Musik von Mischa Mleinek und Lothar von Trotha